# Crobots
Crobots ist ein Programmierspiel, das von Tom Poindexter im Dezember 1985 entwickelt wurde. Die Roboter werden mit einem Programm in der Sprache C programmiert. Das Ziel ist es, Gegner ausfindig zu machen und zu zerstören, welche durch andere Programme gesteuert werden. Die eigenen Roboter können über das Schlachtfeld bewegt werden, sie können die Umgebung nach gegnerischen Robotern absuchen, die sie dann mit einer Kanone zerstören können.

## Weiterentwicklungen
Um der technischen Entwicklung Folge zu leisten oder erweiterte Funktionen und/oder andere Programmiersprachen zu unterstützen, haben sich über die Jahre verschiedene Projekte gebildet. Unter anderem sind dies etwa:
- Crobots 32 erweitert die maximal mögliche Roboter-Code-Länge auf über 1.000 Zeilen und unterstützt Mehrprozessorsysteme.
- C++Robots ist eine Portierung zur Unterstützung von C++. Mit der erweiterten Version ARS - the robot simulation ist auch eine grafische Ausgabe realisiert.[1]
- CRobots 3D ist eine Neuprogrammierung des Originals mit Unterstützung einer 3D-Arena.[2]